# Haugianer

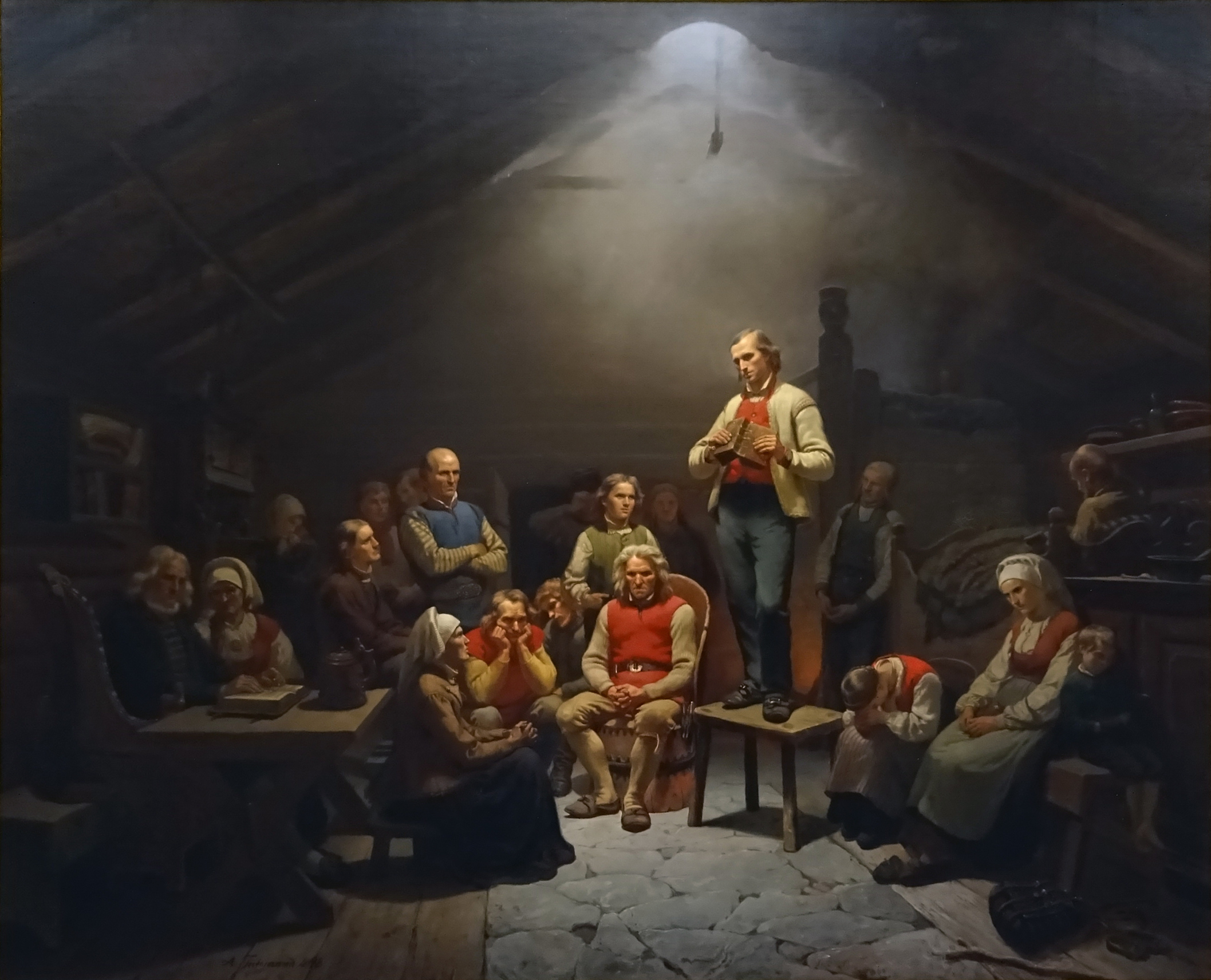
Adolph Tidemand: Die Andacht der Haugianer (1848)

Haugianer wurden in Norwegen und Dänemark Personen genannt, die der Erweckungsbewegung des Hans Nielsen Hauge angehörten. Sie waren eine christliche Laienbewegung, die zwischen 1796 und 1804 entstand, als Hauge in weiten Teilen des Landes als Wanderprediger tätig war. Berichten aus dem Jahr 1804 zufolge hatte er in weiten Teilen des Landes Anhänger in vielen Gemeinden.

## Geschichte
Bei der verfassunggebenden Versammlung von 1814 in Eidsvoll waren drei Haugianer zugegen. Die Bewegung breitete sich aus und hatte in den 1830er Jahren Zentren in Bergen, Drammen, Eiker und Stavanger. Die Anhänger der Erweckungsbewegung waren überwiegend Bauern. In den Städten bestanden sie überwiegend aus zugezogenen Einwohnern aus den ländlichen Gebieten. Nach 1850 waren sie zu einer großen Laienbewegung angewachsen, die sich auch missionierend betätigte. Die Menschen sahen Hauge als einen Reformer an, der ähnlich wie Martin Luther die Priesterschaft kritisierte und sich für eine Revitalisierung der Lehre vom allgemeinen Priestertum aussprach. Er forderte die Aufhebung des Monopols, nach dem es nur Priestern erlaubt war die christliche Lehre zu predigen. Nach seiner Meinung konnte jeder, der sich von Gott berufen fühlte, predigen und jeder trug selbst die Verantwortung für seinen Glauben. Wichtige Eigenschaften für die Gestaltung des christlichen Lebens waren das Lesen, das Gebet, oder die aktive Teilnahme an der Religionsgemeinschaft. Er kritisierte auch, dass die Kirche ihre Gemeindemitglieder in die Rolle passiver Zuhörer und Zuschauer gedrängt und sie von den christlichen Ritualen entfremdet habe. Sie sei weniger um das Seelenheil der Gläubigen besorgt als darum, ihren Reichtum zu vermehren und ihre Privilegien zu verteidigen. In der Bewegung gab es bis 1830 auch Frauen, die als Gesandte durch das Land reisten und predigten. Unter ihnen waren Randi Andersdatter Solem (1776–1859), Pernille Christensdatter Vold (1776–1821) und Marthe Olsdatter Gabestad (1781–1841). Es waren in den ersten Jahren nach 1796 wohl insbesondere die unverheirateten Frauen, die für die Verbreitung der Lehren eine bedeutende Rolle spielten. Hauge wurde angeklagt, weil man ihm vorwarf, mit seinen Lehren auf öffentlichen Versammlungen und mit zahlreichen Schriften die nicht aufgeklärte Bevölkerung in die Irre zu führen und sie dadurch verleite, ihre Aufgaben zu vernachlässigen. Er wurde zu langen Haftstrafen verurteilt. Seine Lehre wurde auch als „Haugianismus“ bezeichnet.

## Ähnliche Gemeinschaften
Eine vergleichbare Bewegung entwickelte sich unter dem Namen Läsare ‚Leser‘ auch in Schweden. Dieser allgemeine Name für die lutherischen Pietisten, besonders des nördlichen Schweden, wird aber auch abwertend („Frömmler“) gebraucht. Im Allgemeinen sich zum Glauben der lutherischen Kirche bekennend, betätigen sie ihren frommen Eifer namentlich durch fleißiges Lesen in der Bibel und in Luthers Postille, strenge Sonntagsfeier, fleißigen Besuch erbaulicher Versammlungen und strenge Lebensführung.

## Rezeption
- Adolph Tidemand schuf zwischen 1845 und 1852 mehrere Zeichnungen und Gemälde zu diesem Thema, darunter das Bild Die Andacht der Haugerianer in mehreren Versionen. Eine befindet sich im Besitz des Museums Kunstpalast in Düsseldorf. Eine weitere besitzt das Nationalmuseum in Norwegen.[7]
- Das Leben und Wirken von Hans Nielsen Hauge wurde 1961 von Kåre Bergstrøm in einem norwegischen Spielfilm verfilmt.[8]